# القرارا
قراره یک شهرک در فلسطین است.

## خصوصیات
قراره ۱۶٬۹۰۰ نفر جمعیت دارد.